# Pandalopsis coccinata
Pandalopsis coccinata is een garnalensoort uit de familie van de Pandalidae. De wetenschappelijke naam van de soort is voor het eerst geldig gepubliceerd in 1941 door Urita.